# Козлово (Павлово-Посадский городской округ)
Козло́во — деревня в Московской области России. Входит в Павлово-Посадский городской округ. Население — 93 чел. (2010).

## География
Деревня Козлово расположена в центральной части городского округа, примерно в 7 км к юго-востоку от города Павловский Посад. Высота над уровнем моря 129 м. Рядом с деревней протекает река Дрезна. В деревне 1 улица — Новая, приписано 3 СНТ. Ближайшие населённые пункты — деревни Ефимово и Бывалино.

## Название
Название связано с некалендарным личным именем Козел.

## История
В 1926 году деревня являлась центром Козловского сельсовета Теренинской волости Орехово-Зуевского уезда Московской губернии.
С 1929 года — населённый пункт в составе Павлово-Посадского района Орехово-Зуевского округа Московской области, с 1930-го, в связи с упразднением округа, — в составе Павлово-Посадского района Московской области.
До муниципальной реформы 2006 года Козлово входило в состав Улитинского сельского округа Павлово-Посадского района.
В 1999 году в деревне восстановлена часовня Иоанна Богослова.
С 2004 до 2017 гг. деревня входила в Улитинское сельское поселение Павлово-Посадского муниципального района.

## Население
В 1926 году в деревне проживало 385 человек (180 мужчин, 205 женщин), насчитывалось 92 хозяйства, из которых 75 было крестьянских. По переписи 2002 года — 119 человек (58 мужчин, 61 женщина).
| 1926 | 2002 | 2006 | 2010 |
| ---- | ---- | ---- | ---- |
| 385  | ↘119 | ↘87  | ↗93  |